# 溝口直亮
溝口 直亮（みぞぐち なおよし、1878年（明治11年）4月11日 - 1951年（昭和26年）12月14日）は、日本の陸軍軍人、政治家。最終階級は陸軍少将。陸軍政務次官、貴族院議員、伯爵。

## 経歴
旧新発田藩主・溝口直正の長男として生れる。学習院を経て、1898年11月、陸軍士官学校（10期）を卒業し、翌年6月、砲兵少尉に任官し野砲兵第11連隊付となる。1902年12月、陸軍砲工学校高等科を卒業。日露戦争では野砲兵第11連隊副官として出征し、遼東守備軍副官、旅順要塞副官を歴任。1908年11月、陸軍大学校（20期）を優等で卒業した。
陸軍省軍務局課員、ドイツ・オーストリア駐在、野砲兵第1連隊付、軍務局課員、野砲兵第20連隊付、軍務局課員、軍務局砲兵課長などを歴任。1919年7月、父の死去に伴い伯爵を襲爵。東久邇宮稔彦王付武官、欧州出張、野砲兵第3連隊長などを経て、1923年8月、陸軍少将に進級し待命となり、翌月、予備役に編入された。
以後、陸軍参与官、陸軍政務次官、航空機製造事業委員会委員、大東亜省行政委員、翼賛政治会常任総務などを歴任した。1924年（大正13年）11月29日、補欠選挙で貴族院伯爵議員に互選され、貴族院議員に4期在任し1946年（昭和21年）5月9日に辞職した。
1947年（昭和22年）11月28日、公職追放仮指定を受けた。

## 栄典
位階
- 1940年（昭和15年）12月2日 - 従二位[11]

勲章等
- 1931年（昭和6年）5月1日 - 帝都復興記念章[12]

## 親族
- 妻 溝口須美子 - 徳川達孝伯爵の娘[1]
- 娘婿 陸奥陽之助・安倍民雄 [1]
- 弟 溝口三郎 (美術史家)[2]